# Нахичевань-на-Дону
Нахичева́нь-на-Дону́ (Нахичеван, Нахиджеван, арм. Նոր Նախիջևան, [noɾ nɑχidʒɛˈvɑn] — Новый Нахичеван) — в прошлом город на правом берегу реки Дон, с 1929 года — часть Пролетарского района города Ростова-на-Дону. Был основан в 1779 году армянами, переселёнными из Крыма по указу Екатерины II от 14 ноября 1779 года.

## История

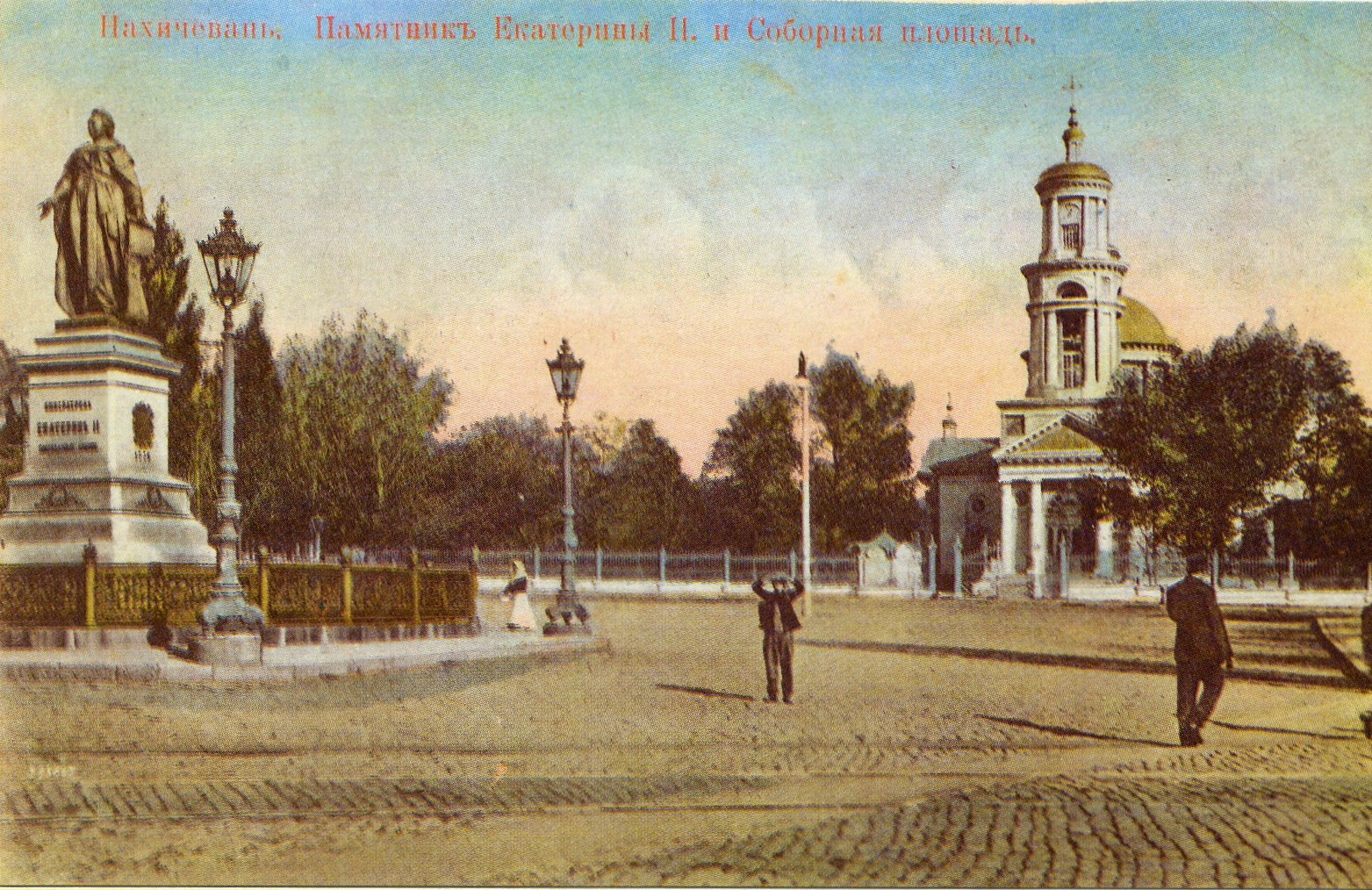
Памятник Екатерине II и Собор Григория Просветителя

В 1778 году к востоку от крепости Димитрия Ростовского армяне (переселенцы с Крымского полуострова) основали город Нор-Нахичеван (приставка «нор» — означает новый). В разработке плана нового города принимал участие известный русский архитектор Иван Егорович Старов. 9 августа 1797 года крепость и Нахичеван вошли в состав Ростовского уезда Новороссийской губернии.
В 1838 году город был переименован в Нахичевань-на-Дону. Ростово-Нахичеванская межа пролегала по современному Театральному проспекту.
Нахичевань-на-Дону также включала Каменку, часть нынешнего Первомайского района и Сурб Хач в Ворошиловском. В настоящее время все эти территории в составе города Ростова-на-Дону.
Все жители города были освобождены от налогов и государственной службы на 10 лет. По окончании этого срока жители армяне получали налоговые льготы, освобождались от рекрутской повинности, получали право свободного вероисповедания и строительства своих храмов.

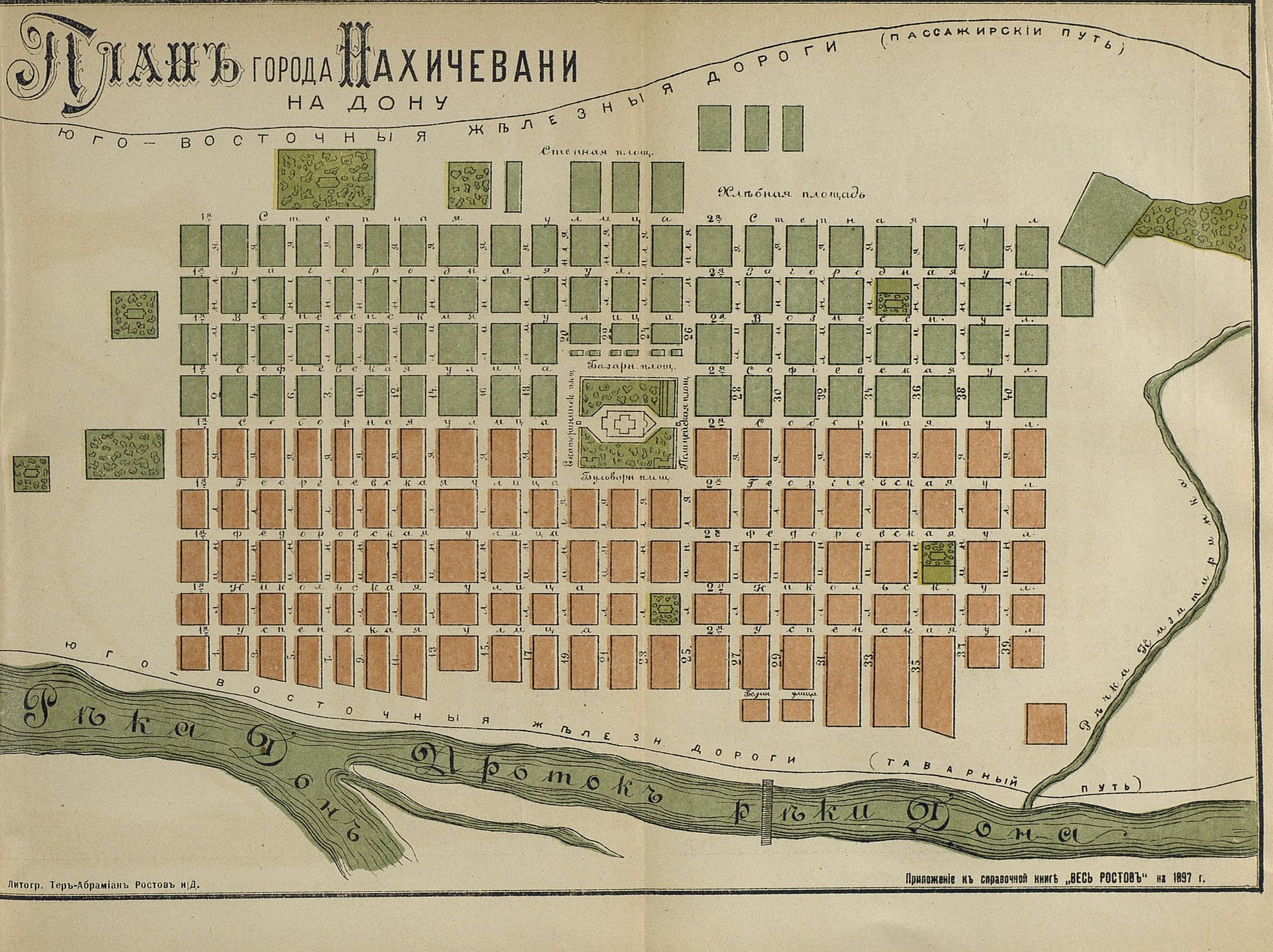
План Нахичевани. 1897 год

На гербе города были изображены шесть золотых пчёл и золотой улей. Пчёлы указывают на трудолюбие, а улей — на обретение новой родины. По одной из версий количество пчёл означает число армянских поселений вокруг города, а улей означает саму Нахичевань.
К началу XIX века Нахичевань-на-Дону стал ремесленно-промышленным и торговым центром. В армянских селениях близ города развивались хлебопашество и скотоводство. Город быстро начал застраиваться домами, мастерскими, общественными зданиями, расположенными на прямых и широких улицах. Первый храм — Сурб Аствацацин (Пресвятой Богородицы) — построили в 1780 году. Всего в городе было построено 6 армянских церквей, а в пригороде возведён монастырь Сурб Хач (Святого Креста).
Помимо собственно города Нор-Нахичевана, Екатериной Великой были жалованы армянам прилегающие к нему территории: сегодня это Чалтырь, Крым, Султан-Салы, Большие Салы, Несветай, Екатириновар (ныне Самбек). Эти поселения были административно подчинены Нахичевану. На настоящий момент это территория Мясниковского района (в честь Александра Фёдоровича Мясникяна) Ростовской области, где компактно проживают нахичеванские или, как их ещё называют, донские армяне.
Побывавший в Нахичевани русский учёный Николай Озерецковский так описывал город:
ездили мы смотреть вышеупомянутой армянской город Нахачевань, которой не далее двух вёрст от крепости отстоит. Он довольно уже заселён, а надобно надеятся, что со временем гораздо будет многолюднее и обширнее. Жители онаго из числа тех 20000 армян, вышедших из Крима в 1776 году, которым и даны в России для поселения земли. Они имеют свои особенные привилегии и своего армянскаго архиерея, под ведением котораго состоит астраханское и кизлярское армянское священство. В сем городе заводятся уже разные фабрики и заведения

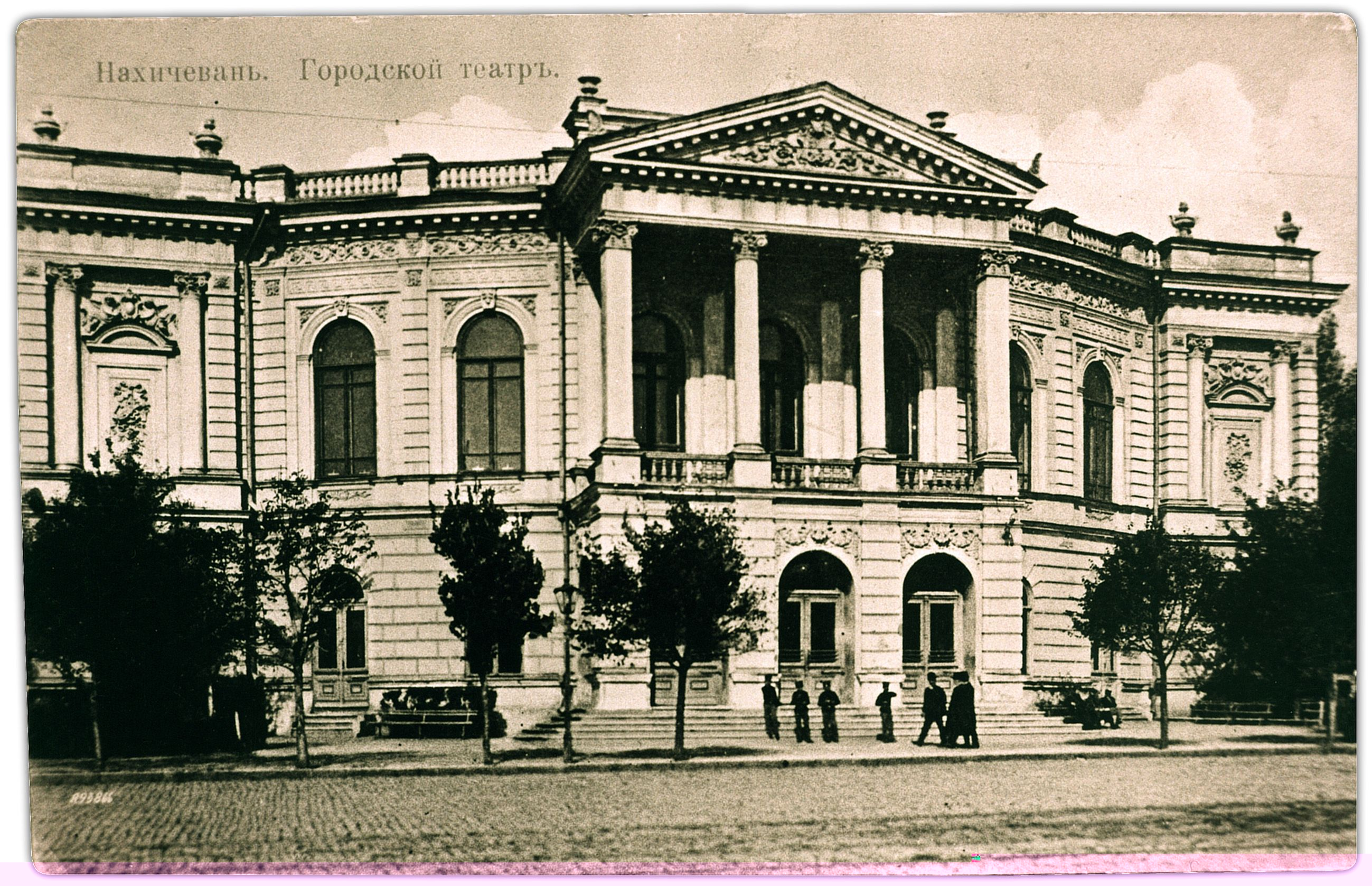
Нахичеванский городской театр

Газета «Кавказ» в 1865 году писала о городе следующее:
Город Нахичевань устроен очень хорошо; самоуправление у армян гораздо лучше, нежели у греков. У армян существует два принципа или догмата во-первых, делать все то, что служить для блага всех армян вообще и каждого в отдельности, во-вторых, всеми мерами и усилиями противодействовать тому, чтобы в состав общества могли войти посторонние; вследствие этого, истинно-патриотического принципа, во владениях армян нельзя встретить ни одного человека, который бы не принадлежал к армянской расе.
Действовали духовная семинария, женские и мужские гимназии, ремесленное и коммерческое училища. В 1900 году было построено новое здание городского театра. В общей сложности, в 1819 году в городе действовало 9 благотворительных и просветительских учреждений. В Нахичевани-на-Дону, в отличие от соседнего Ростова-на-Дону, не строились крупные фабрики и заводы.
26 ноября (9 декабря) 1917 года под Нахичеванью состоялся один из первых боёв Гражданской войны в России — казачьи части, юнкера-донцы и юнкера-добровольцы пытались выбить из Ростова-на-Дону сторонников большевиков, поднявших в Ростове восстание и захвативших в городе власть.
28 декабря 1928 года город Нахичевань-на-Дону был упразднён в связи со включением в состав Ростова-на-Дону. В настоящее время является частью Пролетарского района Ростова-на-Дону. Тем не менее, топоним «Нахичевань» продолжает неофициально использоваться жителями Ростова применительно к соответствующей части города.

## Нумерация домов и названия улиц

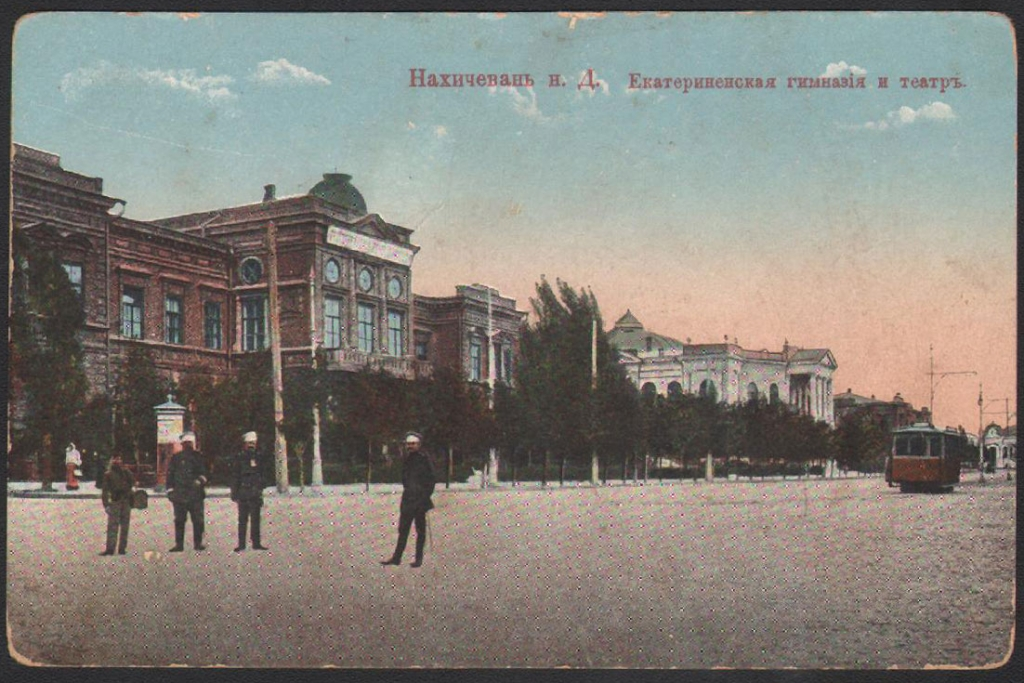
Екатерининская гимназия и городской театр

Нумерация домов в Нахичевани отличается от исторической части Ростова — если в первой номера на улицах, параллельных Дону, увеличиваются с востока на запад до 25-й/26-й линий и с запада на восток после 25-й/26-й линий, то во второй номера увеличиваются только с запада на восток. В направлении, перпендикулярном Дону, отсчёт домов ведётся от Советской и Ереванской улиц.
По известной городской легенде, чтобы получить статус города, согласно городскому плану 1811 года от главной улицы, 1-й Соборной (современная улица Советская) поселение поделили пополам, и получившиеся улицы, перпендикулярные Дону, в подражание Санкт-Петербургу назвали линиями: вверх от Дона — чётные, к Дону — нечётные.
На самом же деле до 1875 года улицы не имели названий. Только в середине второй половины XIX века, в связи с увеличением числа домовладений, Городской управой был рассмотрен вопрос «О наименовании улиц, разделении кварталов и занумеровании домов каждого домовладельца». Это дело было поручено городскому архитектору В. Сазонову, который представил 5 марта 1875 года «План Нахичевани с обозначением предполагаемых названий улиц». Основные продольные стали именоваться по расположенным на них храмам, а поперечные, возможно, по аналогии с названиями улиц Васильевского острова в Петербурге, — линиями, от Верхней и Нижней Нольных со стороны Ростова, до 39-й и 40-й. Для облегчения ориентировки линии, идущие от главной улицы на юг к Дону, получили нечётные номера, а на север — чётные. Продольные улицы, хотя и имеют на всём протяжении одно название, тем не менее также разделены на части, из которых идущие от центра к Ростову названы первыми, а их продолжение на восток — вторыми: например, 1-я Соборная и 2-я Соборная (сейчас Ереванская).
Последней чётной линией на сегодня является 40-я, но известно, что в начале XX века также существовала 42-я линия (сейчас это улица Школьная).
Последней нечётной линией является 49-я, хотя на карте Ростова-на-Дону 1931 года также отмечена и 51-я линия (сейчас на этом месте находится 5-я улица посёлка Ясная поляна).
Интересный факт — часть 45-й линии (в районе Комсомольской улицы) пролегает параллельно Дону.

## Население и общественные учреждения (1896 год)

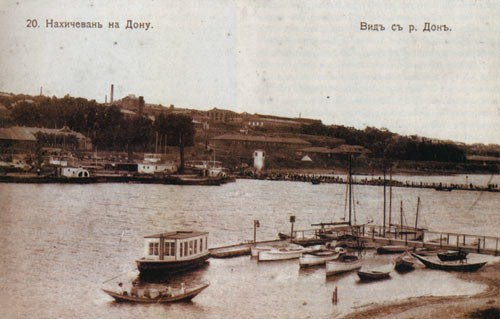
Яхт-клуб на реке Дон

По состоянию на 1858 год в городе проживало 14000 человек, в основном армян
Жителей к 1896 году 32 174 (15 572 мужчины и 16 602 женщины). Коренного населения — 14 618, иногороднего — 17 556. Армяно-григориан — 18 895, православных — 10 965, раскольников — 510, католиков — 212, протестантов — 145, евреев — 634, магометан — 225, прочих исповеданий — 588. Дворян — 168, духовного сословия — 146, почётных граждан и купцов — 892, мещан — 22 470, военного сословия — 1896, крестьян — 6435, прочих сословий — 167.
В городе действовали: публичная библиотека, городской театр, армянское духовное управление, армянский сиротский суд, нахичевано-бессарабская армянская духовная семинария, гоголевское училище для армянских детей, общество любителей драматического искусства, женское армянское общество «Попечение». Церковно-приходские школы при 6 армянских церквах, при армянском мужском монастыре и при православной церкви. Доходы в 1895 году — 166 870 рублей, расходы — 142 465 рублей. Запасный капитал к 1 января 1896 года — 60 750 рублей, специальных капиталов — 69 510 рублей.
Одним из первых построенных в городе зданий было здание Армянского магистрата, расположенное на площади Свободы.
В 1783 году в городе была открыта типография. Действовала Больница, 2 аптеки; 2 еврейские молитвенные школы. Женская прогимназия, городское 4-классное училище, частное училище 3-го разряда, яхт-клуб.

## Храмы
По состоянию на 1858 год в городе насчитывалось 6 армянских храмов и ни одного храма русской православной церкви

### Храмы Армянской Апостольской церкви
- Церковь во имя Успения Пресвятой Богородицы (Сурб-Аствацацин) — один из самых старых храмов Нахичевани-на-Дону. Здание было построено из дерева в 1780 году. В этой церкви освящались камни, которые впоследствии были использованы при закладке других храмов Нахичевани. В последующие десятилетия здесь появилось ещё 2 Успенские церкви. При Успенской церкви действовало Успенское училище. В 1930-х годах церковь была уничтожена, а вместо училища появилась общеобразовательная школа № 26. После Великой Отечественной войны было достроено здание и организовано профтехучилище № 12.

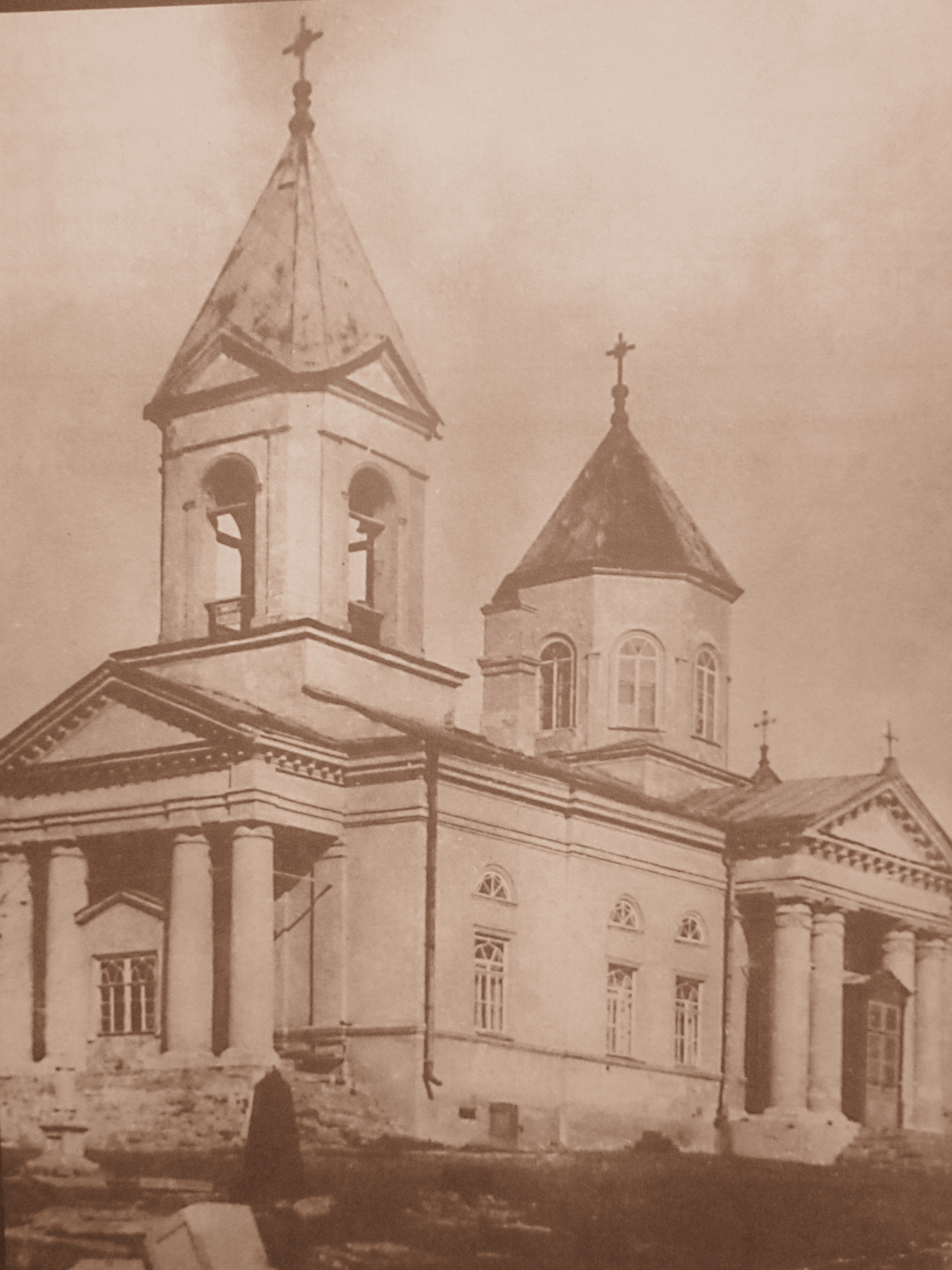
Церковь Святого Николая

- Церковь во имя Святого Николая Чудотворца (Сурб-Никогос) — деревянная церковь, которая была построена в 1781—1783 годах. В связи с расположением церкви своё название получила улица Никольская. К северу от Никольской улицы спустя время стал строиться новый каменный храм Никольской церкви. Основные элементы здания создавались в классическом стиле. Завершения куполов были шлемовидные, имели восемь граней. Постепенно храм был разрушен. В 1935—1937 годах от храма оставались развалины, со временем и их не стало. Перед Великой Отечественной войной на месте храма началось строительство пятиэтажного дома по проекту Л. Л. Эберга, современный адрес — ул. 1-я линия, 56[18].
- Церковь во имя Святого мученика Фёдора (Сурб-Торос Теодорос) — каменная церковь, построенная в период с 1783 по 1786 годы. По имени церкви была названа улица, на которой находилось сооружение. Церковь была расположена между 35 и 37 Линиями во дворе домов № 47 и 49, расположенных по 35-й Линии. Храм был полностью уничтожен осенью 1941 года взрывом. Кирпичи, которые остались от постройки, были использованы при создании уличных баррикад. На месте, где раньше была церковь, со временем разместили гаражи и контейнеры для мусора.

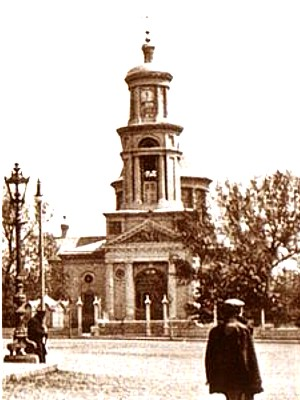
Церковь Григория Просветителя

- Церковь во имя Святого Георгия (Сурб-Геворг) была построена из камня в 1783—1787 годах. Строение было расположено рядом с Ростово-Нахичеванской межой, находилось около нынешнего Театрального проспекта. Храм был уничтожен до начала Великой Отечественной войны.
- Церковь во имя Вознесения Господня (Сурб-Амбарцум) была возведена из камня в 1781—1783 годах. Здание располагалось между 34 и 36 линиями по 2-й Вознесенской улице. При церкви работало армянское духовное училище. В церкви до 1936 года проходили богослужения, но со временем здание стало разрушаться. Началом разрушения церкви стал срыв крыши во время сильной бури. Тогда церковь была закрыта на ремонт, но так и не была отремонтирована, и со временем разобрана.
- Кафедральный собор во имя Григория Великого (Сурб-Лусаворич). Территория первого храма Сурб-Лусаворич находилась на юг от территории современного Нахичеванского рынка. Кафедральный собор был заложен в 1783 году и был освящён в 1807 году. Здание было построено в классическом стиле с преобладанием дорического ордера в архитектуре. В начале 1930-х годов кафедральный собор был закрыт. Звонницу разобрали, а в самом здании церкви стала функционировать детская техническая станция. В 1942 году во время оккупации богослужения возобновились и велись до конца 1950-х годов. Затем собор был уничтожен, и в 1970-х годах здесь уже было здание Дворца культуры завода Красный Аксай.
- Кладбищенская церковь во имя Иоанна Крестителя (Сурб-Карапет). Церковь была заложена в 1875 году. 11 июля 1881 года состоялось её освящение. Деньги на строительство храма были пожертвованы Акулиной Погосовной Аладжаловой. Есть несколько предположений насчёт того, кто был автором проекта храма. Предполагается, что это мог быть архитектор В. В. Сазонов либо сотрудник Академии Художеств в Санкт-Петербурге В. Газирбекян. Храм был выполнен в армяно-византийском стиле. Церковь сохранилась до наших дней и в ней ведутся богослужения.
- Монастырь Сурб Хач (Святого Креста). Монастырь основал И. Аргутинский на расстоянии 7 километров к северу от территории города. Изначально, в 1783 году был построен деревянный храм. Постройка каменного храма началась в 1786 году и закончилась в 1792 году. Проектировал храм И. Е. Старов. В 1862 году вблизи храма построили невысокую колокольню.[19].
- Церковь Сурб Арутюн. Храм основали В. Казарян и Саак Карапетян в память о внуке В. П. Казаряна — Артуре Карапетяне, погибшем в 2001 году. Строительство новой церкви было начато в октябре 2005 года. В 2011 году церковь была построена, её освящение состоялось 29 мая 2011 года Католикосом Гарегином Вторым.

### Храмы Русской Православной церкви

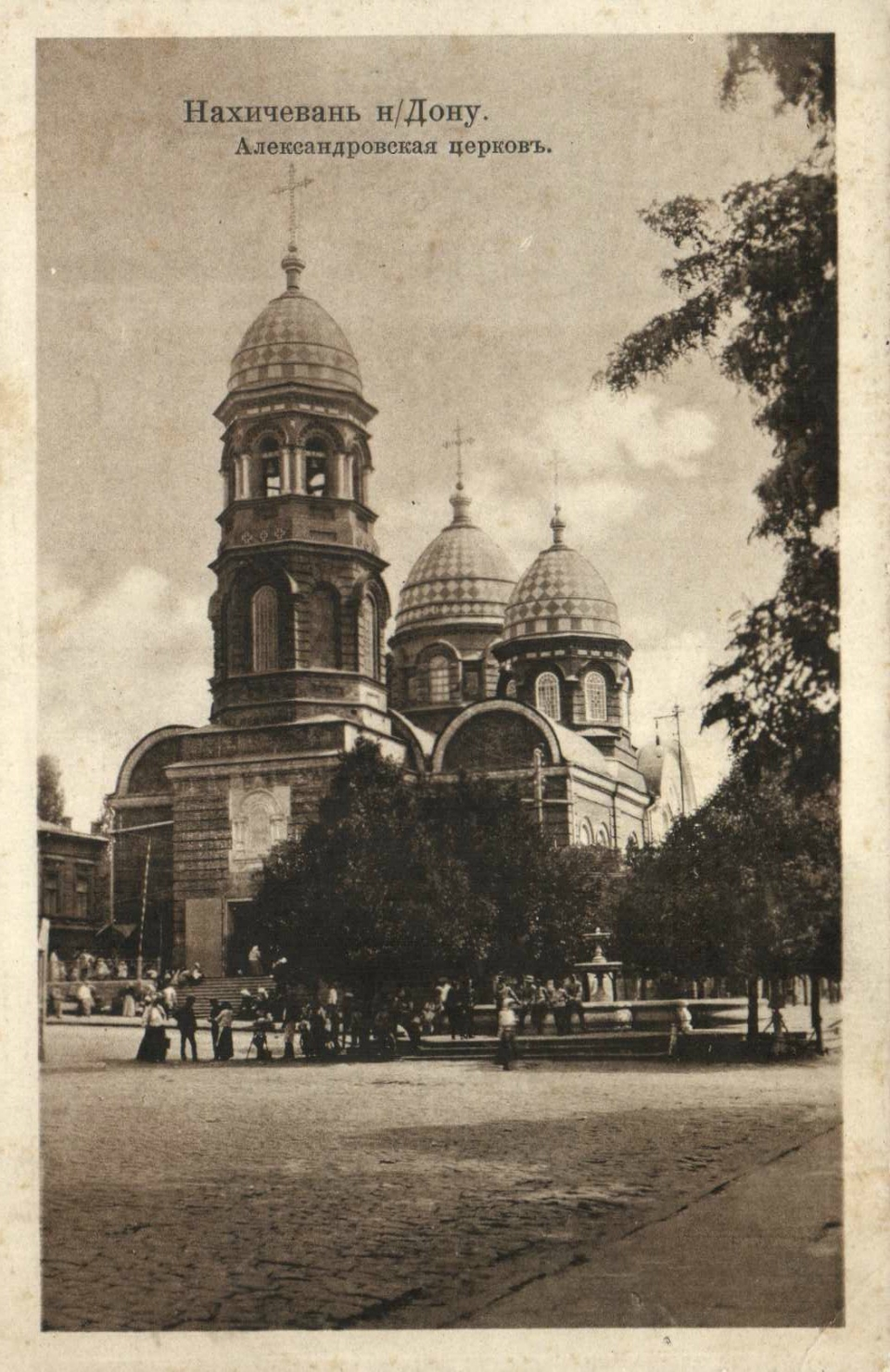
Александровская церковь

- Софийская церковь. Была построена в 1863 году по проекту архитектора В. В. Попова. Храм был создан пятикупольным, основным строительным материалом выступил камень. В 1912 году церковь освятили после окончания строительства. А в 1934 году её закрыли и стали разбирать. От храма некоторое время оставались развалины, затем они были взорваны.
- Церковь во имя Святого благоверного князя Александра Невского. Церковь была построена в честь 650-летия годовщины победы князя Александра над шведами. Окончание строительства состоялось в 1886 году. Деньги на её строительство выделил купец И. С. Шушпанов. Местом строительства был выбран угол площади Льва Толстого и 2-й Соборной улицы. В 1900 году неподалёку от храма разместилось каменное здание церковно-приходской школы. Храм был уничтожен в 1937 году.
- Церковь во имя Святой Царицы Александры. Достопримечательность, которая сохранилась до наших времён. Расположена по улице Ченцова, 3. Храм был построен в 1904 году по проекту В. В. Попова. Размеры церкви 18×13. В 1970-х годах северная сторона церкви была перестроена[19].

## Достопримечательности
- Дом А. Балабанова — памятник архитектуры и градостроительства регионального значения, 1830-е годы.
- Ростовский молодёжный театр — бывш. Нахичеванский городской театр, памятник архитектуры федерального значения, 1899 год.
- Памятник Карлу Марксу — памятник искусства регионального значения, 1959 год.
- Особняк Красильникова — памятник архитектуры и градостроительства регионального значения, 1875—1890-е годы.

## Фотогалерея

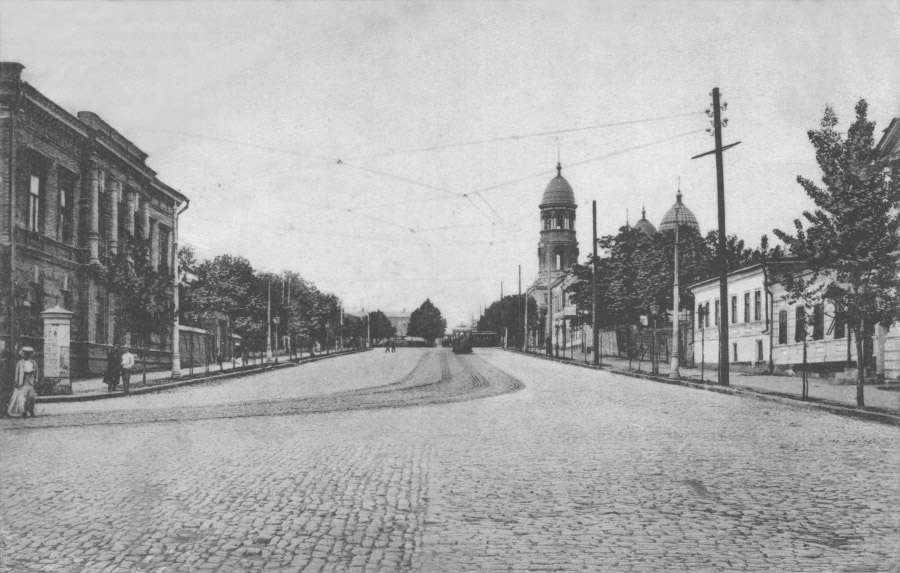
Церковь Александра Невского (Площадь Толстого)
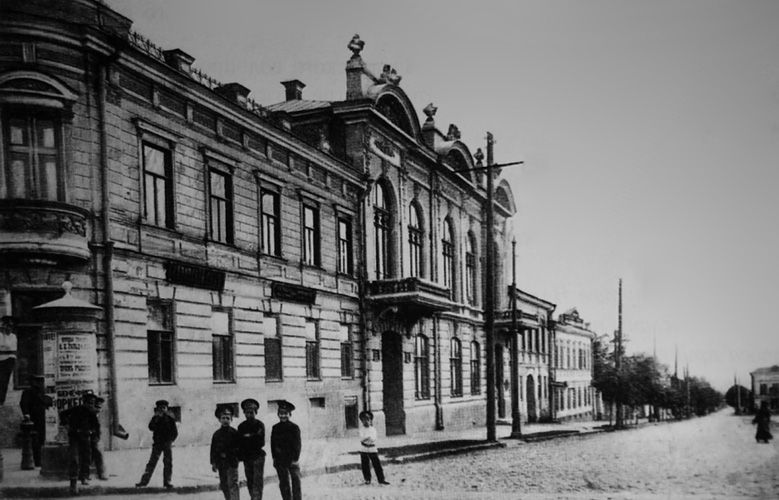
Площадь Толстого
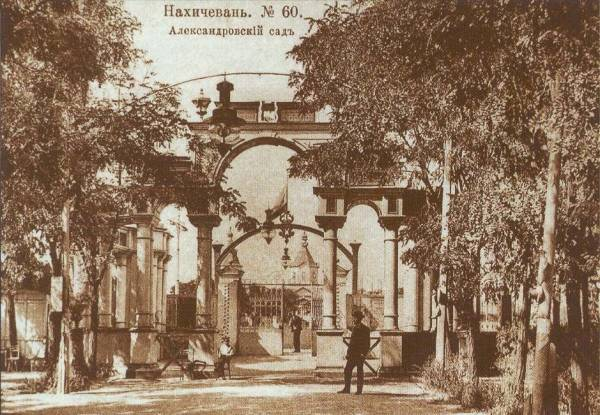
Александровский сад (сейчас детский парк имени Вити Черевичкина)
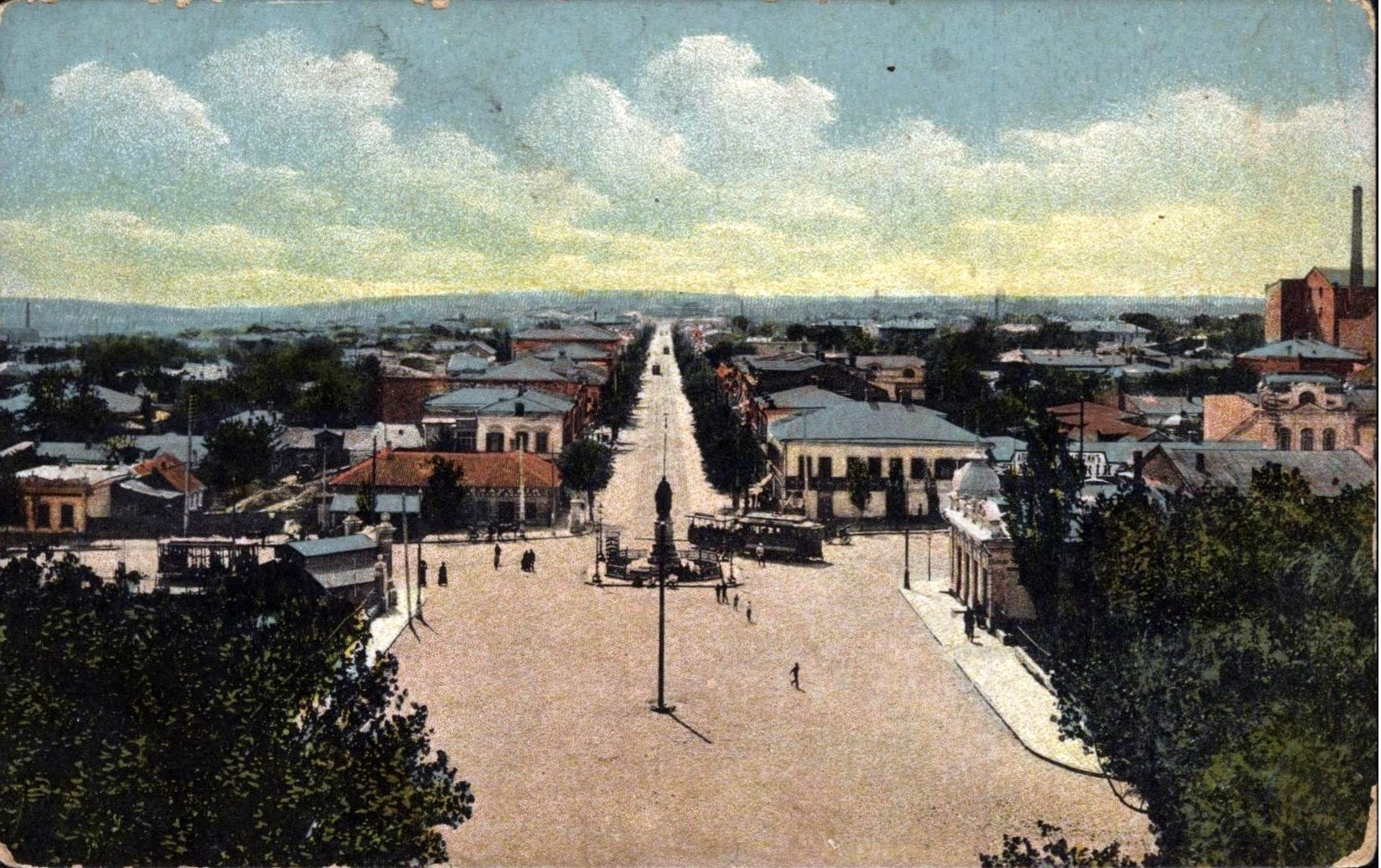
Общий вид
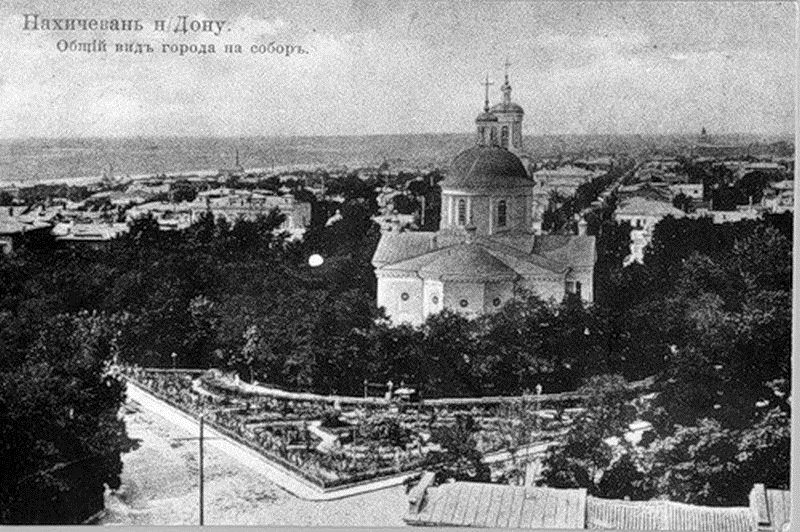
Общий вид на собор
Граффити на 26-й линии
Граффити на 26-й линии
Граффити на 26-й линии
Граффити на 16-й линии
Граффити на 16-й линии
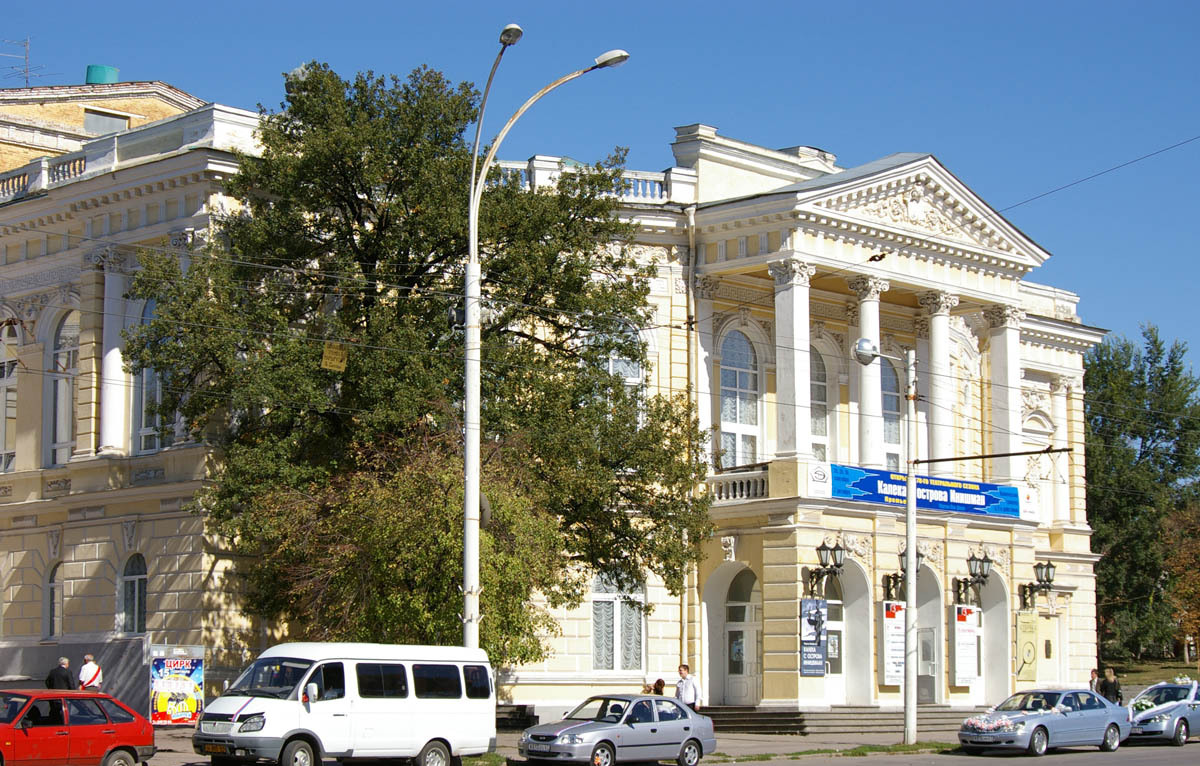
Нахичеванский городской театр (ныне Молодёжный театр)
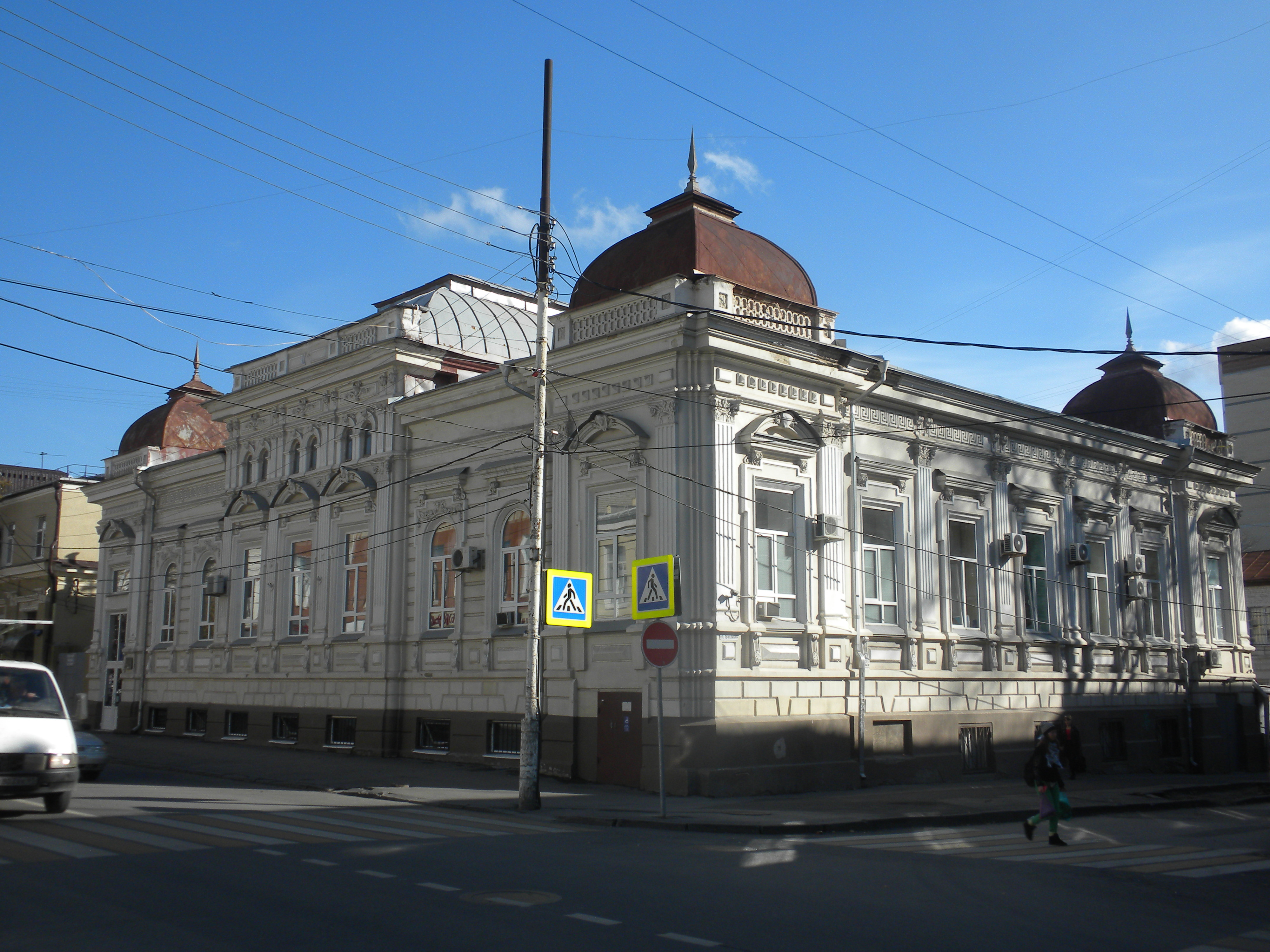
Особняк Красильникова
Памятник ветеринарам на 16-й линии, 17
Табличка памятника ветеринарам

## Известные уроженцы
В этом историческом районе нынешнего Ростова-на-Дону родились многие известные люди страны — писатели, художники, архитекторы и актёры: Микаэл Налбандян, Рафаэл Патканян, Мартирос Сарьян, Георгий Тусузов, ряд религиозных и государственных деятелей: Геворг VI, Александр Мясникян, Геворк Вартанян, доктор медицинских наук, профессор Овагим Поркшеян, братья Григорий Савельевич Домбаев Заслуженный деятель искусств РСФСР и Карп Савельевич Домбаев профессор, основатель армянской скрипичной школы и другие.